# Château de Gastriá
Le château de Gastriá (grec moderne : Κάστρο της Γαστριάς, turc : Gastria Kalesi) est un château en ruine situé à Chypre du Nord. Il est mentionné pour la première fois en 1210 en tant que forteresse des Templiers. Il est démantelé en 1279 par le roi Hugues III de Chypre. En 1308, il passe en la possession des Hospitaliers, avant de tomber par la suite dans l'oubli.

## Historique
Le château est situé au nord de la baie de Famagouste, à 3 kilomètres au sud-ouest du village de Gastriá. En 1191, Chypre est conquise par Richard Cœur de Lion lors de la campagne de ce dernier contre le souverain de l'île, Isaac Doukas Comnène. Par la suite, Richard vend l'île aux Templiers, dont la domination prend fin brutalement après une grande révolte dans la ville de Nicosie. Chypre est ensuite revendue à Guy de Lusignan, membre de la Maison de Lusignan. Le château de Gastriá est mentionné pour la première fois en 1210, lorsque le régent royal Gautier de Montbéliard trouve refuge dans la forteresse avec ses alliés, les Templiers. Auparavant, il refuse de rendre compte de son administration du trésor royal à Hugues Ier de Chypre, nouvellement couronné, qui s'enfuit par la suite au royaume de Jérusalem. Une période de paix prend fin avec la mort de Hugues en 1218,.
Une lutte pour déterminer le régent du royaume s'ensuit, opposant la maison d'Ibelin aux partisans locaux de Frédéric II, l'empereur du Saint-Empire romain. L'arrivée de Frédéric à Limassol en 1228 provoque l'escalade du conflit qui se transforme en guerre ouverte. En 1229, Jean d'Ibelin, le vieux seigneur de Beyrouth, rentre à Chypre par le port de Gastriá. En 1232, après une défaite lors de la bataille d'Agridi, les quelques partisans restants de Frédéric demandent la permission de se réfugier à Gastriá. Ayant combattu Frédéric à Acre en 1229, les Templiers refusent et ceux qui tentent de se réfugier dans la fosse sont appréhendés. Par la suite, les Lusignan poursuivent leur règne, interrompu seulement par des coups d'État occasionnels,. En 1279, Hugues III de Chypre démantèle le château et chasse les Templiers, après que ces derniers aient déclaré leur soutien à Charles Ier de Naples. En 1308, le château est concédé aux Hospitaliers. En 1310, Henri II de Jérusalem passe par Gastriá alors qu'il se dirige vers son exil en Arménie. À partir de ce moment, le château n'est plus mentionné comme tel,.

## Description
Gastriá est un petit fort de forme rectangulaire situé au bout d'une longue et étroite crête. Il est séparé de la crête par une fosse creusée dans la roche, d'une largeur de 7,9 à 4,5 mètres et d'une profondeur de 2 à 2,6 mètres. La fosse est autrefois traversée par un pont-levis ou un pont en bois. Fidèle aux caractéristiques architecturales des forteresses templières de taille modeste, Gastriá ne possède pas de tours. Le centre du fort abrite une citerne de forme circulaire. À l'est, un point d'observation naturel en forme d'éperon rocheux surplombant à la fois la mer et le fort porte des signes indiquant une occupation ancienne. L'affleurement est séparé, autrefois, du fort par un canal, aujourd'hui comblé. Au nord du fort, de l'affleurement et de l'isthme, se trouve un cours d'eau qui sert de port,.